# Walerios Leonidis
Walerios Leonidis, gr. Βαλέριος Λεωνίδης, ros. Валериос Леонидис (ur. 14 lutego 1966 w Jessentukach) – grecki sztangista, reprezentujący do 1991 r. Związek Socjalistycznych Republik Radzieckich.
Trzykrotny olimpijczyk (1992, 1996, 2000), trzykrotny medalista mistrzostw świata (1994–1995, 1999), pięciokrotny medalista mistrzostw Europy (1993–1996, 1999) oraz dwukrotny mistrz ZSRR (1986, 1991) w podnoszeniu ciężarów. Startował w wadze piórkowej oraz lekkiej.
Był chorążym reprezentacji Grecji na igrzyskach olimpijskich w Atenach (2004).

## Osiągnięcia

### Letnie igrzyska olimpijskie
- Barcelona 1992 – 5. miejsce (waga piórkowa
- Atlanta 1996 –  srebrny medal (waga piórkowa)
- Sydney 2000 – 6. miejsce (waga lekka)

### Mistrzostwa świata
- Stambuł 1994 –  srebrny medal (waga piórkowa)
- Guangzhou 1995 –  srebrny medal (waga piórkowa)
- Ateny 1999 –  brązowy medal (waga lekka)

### Mistrzostwa Europy
- Sofia 1993 –  srebrny medal (waga piórkowa)
- Sokolov 1994 –  srebrny medal (waga piórkowa)
- Warszawa 1995 –  srebrny medal (waga piórkowa)
- Stavanger 1996 –  złoty medal (waga piórkowa)
- A Coruña 1999 –  brązowy medal (waga lekka)

### Mistrzostwa Związku Radzieckiego
- 1986 –  złoty medal (waga piórkowa)
- 1991 –  złoty medal (waga piórkowa)

### Letnia Spartakiada Narodów ZSRR
- 1986 –  złoty medal (waga piórkowa)
- 1991 –  złoty medal (waga piórkowa)

### Puchar Związku Radzieckiego
- 1989 –  srebrny medal (waga lekka)

### Rekordy świata
- Stambuł 1994 – 146,5 kg w rwaniu (waga piórkowa)
- Stambuł 1994 – 180,5 kg w podrzucie (waga piórkowa)
- Guangzhou 1995 – 148 kg w rwaniu (waga piórkowa)
- Warszawa 1995 – 183 kg w podrzucie (waga piórkowa)
- Atlanta 1996 – 187,5 kg w podrzucie (waga piórkowa)